# Seznam kulturních památek v Brně
Tento seznam nemovitých kulturních památek ve městě Brno v okrese Brno-město vychází z  Ústředního seznamu kulturních památek ČR, který na základě zákona č. 20/1987 Sb., o státní památkové péči, vede Národní památkový ústav jako ústřední organizace státní památkové péče. Údaje jsou průběžně upřesňovány, přesto mohou obsahovat i řadu věcných a formálních chyb a nepřesností či být neaktuální. 
Pokud byly některé části dotčeného území vyčleněny do samostatných seznamů, měly by být odkazy na tyto dílčí seznamy uvedeny v úvodu tohoto seznamu nebo v úvodu příslušné sekce seznamu.

## Seznamy podle městské části
Město Brno se skládá z 29 městských částí. Kulturní památky v každé z nich byly vyčleněny do samostatného seznamu:
- Brno-střed (k. ú. Město Brno, zčásti Černá Pole, zčásti Pisárky, Staré Brno, Stránice, Štýřice, Trnitá, Veveří, zčásti Zábrdovice)
- Brno-jih (Komárov, Dolní Heršpice, Horní Heršpice, Přízřenice, zčásti Trnitá)
- Brno-sever (Husovice, Lesná, Soběšice, z větší části Černá Pole, zčásti Zábrdovice)
- Brno-Bohunice
- Brno-Bosonohy
- Brno-Bystrc
- Brno-Černovice
- Brno-Chrlice
- Brno-Ivanovice (žádné)
- Brno-Jehnice
- Brno-Jundrov (z většiny Jundrov, zčásti Pisárky)
- Brno-Kníničky
- Brno-Kohoutovice (Kohoutovice  bez památek, zčásti Pisárky, z malé části Jundrov  bez památek)
- Brno-Komín
- Brno-Královo Pole (Královo Pole, Ponava, Sadová, z malé části Černá Pole  bez památek)
- Brno-Líšeň
- Brno-Maloměřice a Obřany (Obřany, zčásti Maloměřice)
- Brno-Medlánky
- Brno-Nový Lískovec (k městské části patří převážná část Nového Lískovce a zanedbatelná část Starého Lískovce bez památek)
- Brno-Ořešín (žádné)
- Brno-Řečkovice a Mokrá Hora (Řečkovice, Mokrá Hora)
- Brno-Slatina
- Brno-Starý Lískovec (k městské části patří převážná část Starého Lískovce a zanedbatelná část Nového Lískovce bez památek)
- Brno-Tuřany (Tuřany, Brněnské Ivanovice, Dvorska  bez památek, Holásky  bez památek)
- Brno-Útěchov
- Brno-Vinohrady (žádné) (zčásti Židenice, z malé části Maloměřice)
- Brno-Žabovřesky
- Brno-Žebětín
- Brno-Židenice (zčásti Židenice, zčásti Zábrdovice)